# 蘆谷蘆村
蘆谷蘆村(あしや ろそん、1886年11月14日 - 1946年10月15日)は日本の口演童話の研究家、児童文学の作家である。キリスト教精神と欧米の童話を基盤に、伝承童話の研究の基礎を築いた。また近代詩の詩人として、北原白秋、三木露風の同時代に活躍した詩人でもある。
蘆谷ろそんとも表記される。本名は重常

## 生涯

### 幼少期

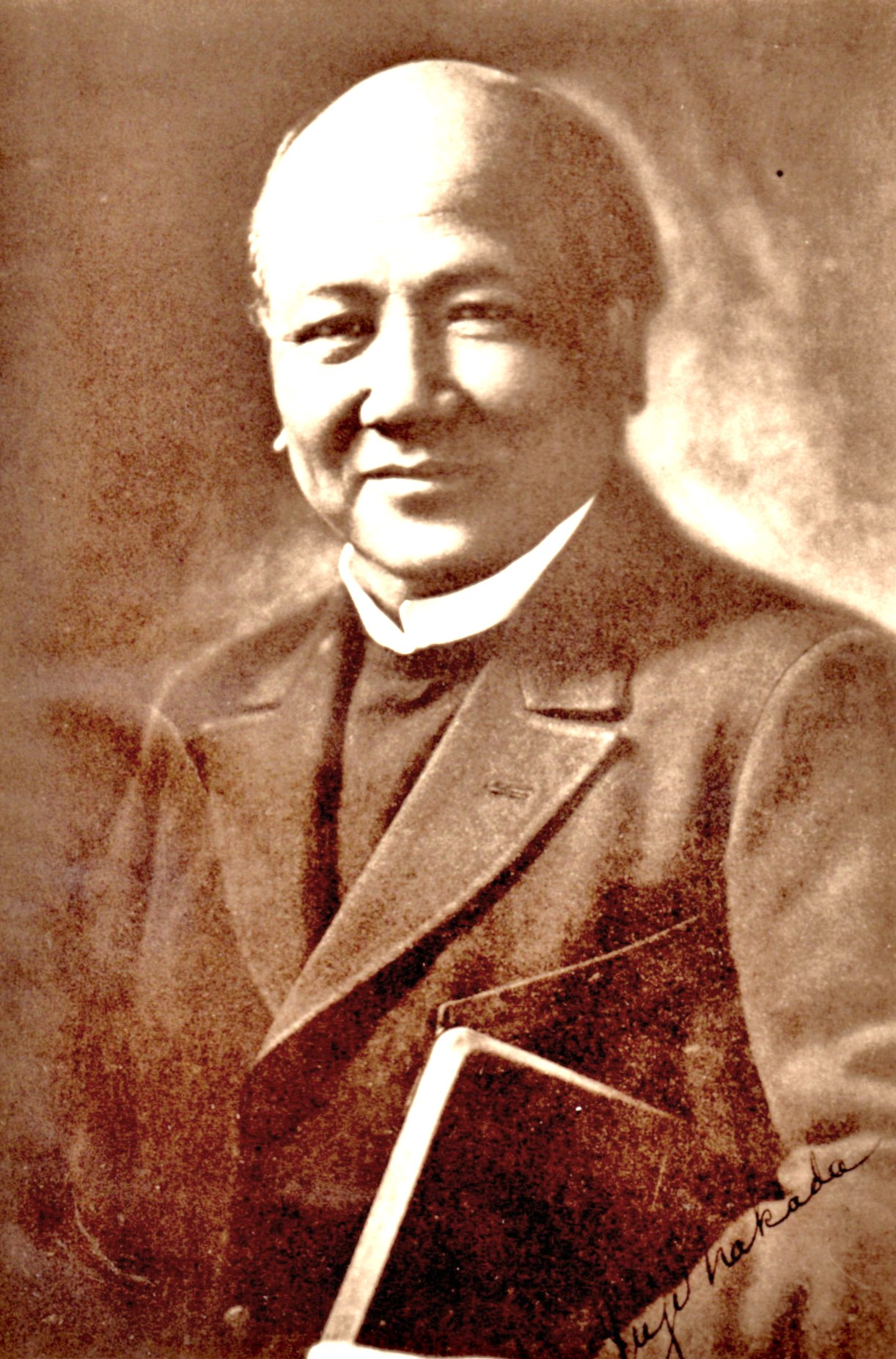
蘆谷に洗礼を授けた中田重治

1886年(明治19年)島根県松江市に生まれ、栃木県で育つ。国民英学会で中等教育を受ける。

### ホーリネス

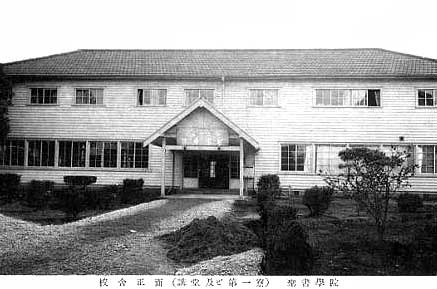
蘆谷が学んだ聖書学院、1904年頃

1904年頃、17歳頃栃木県宇都宮市の栃木県立宇都宮農学校(現、栃木県立宇都宮白楊高等学校)の学生時代に、東洋宣教会の宣教師アーネスト・キルボルンの宇都宮の福音伝道館で求道を始める。同級生の森五郎を福音伝道館に誘う。
同年、8月28日山崎亭治、森五郎らと一緒に、東洋宣教会(後の・日本ホーリネス教会)の中田重治監督より洗礼を受けるその後、東京府柏木の東洋宣教会の神学校である聖書学院で、山崎、森、野辺地天馬らと共に聖書を学ぶ。

### 童話作家
1906年(明治39年)前後から、教育雑誌や少年雑誌『新少年』の編集者になる。その後、児童読み物の創作と研究に関心を深める。
1912年(明治45年)に蘆谷は竹貫佳水、大井冷光、小野政方、山内秋声ら一緒に、日本初の児童文学の団体である「少年文学研究会」を設立し、活躍する。
1922年(大正11年)口演童話作家の集まりである「日本童話協会」を創立し、機関紙『童話研究』を創刊し、中心的に活動し、巖谷小波のお伽口演を発展させ、口演童話の普及に努力した。

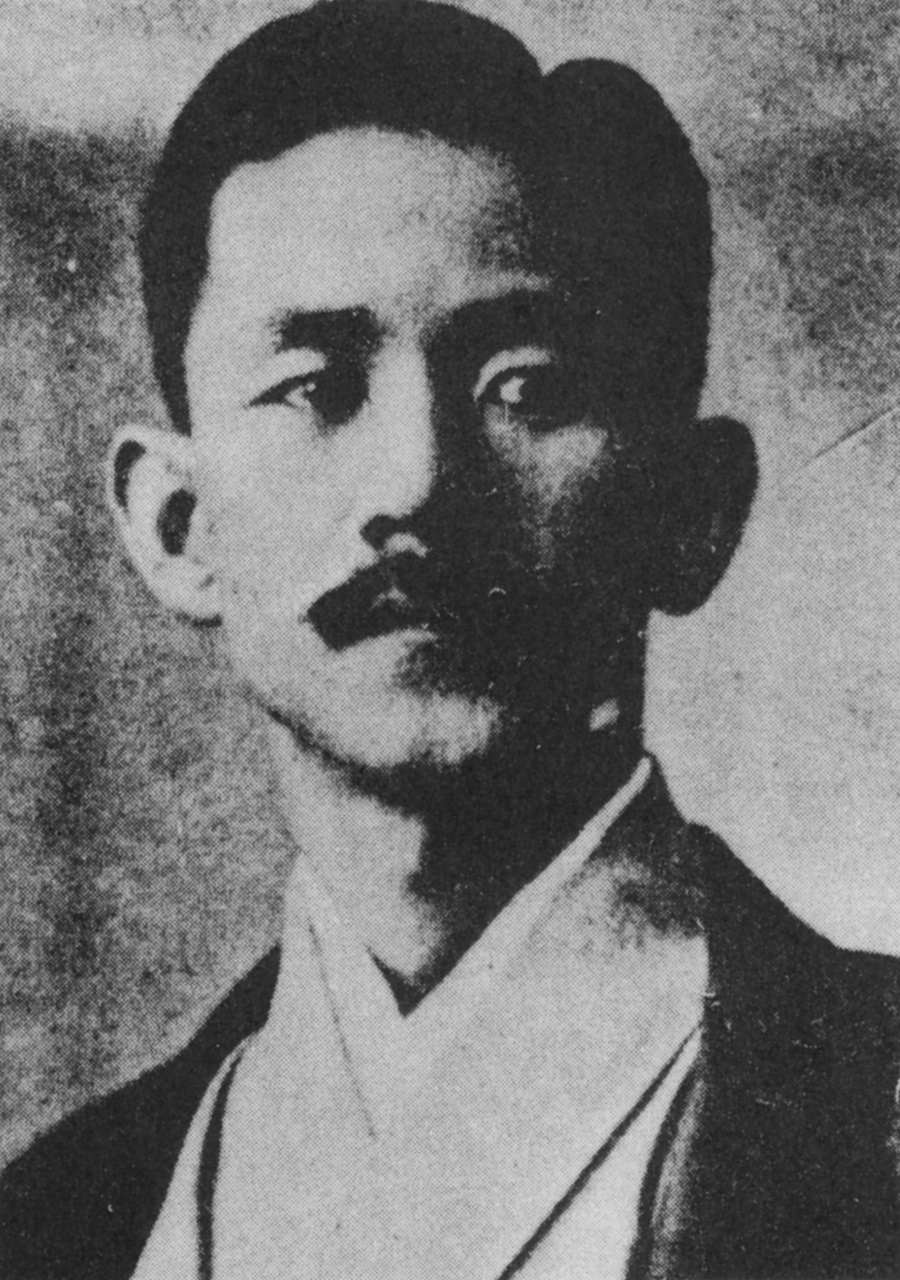
巖谷小波

1926年(大正15年)には童話作家のための協会である「童話作家協会」を発足させる。
1927年(昭和2年)には、機関紙『童話資料』を刊行し、キリスト教精神と欧米の童話の教養を基盤に童話研究の基礎を築き上げる。

### 詩人
詩人としても「新声」を拠点に進出し「明星」「文庫」「創作」などに詩や詩論、訳詩を発表する。後
「新文林」の新体詩選者となり、1909年(明治42年)に「ああ青春」として編纂し出版する。